# Synagrops microlepis
Synagrops microlepis è un pesce osseo marino appartenente alla famiglia Acropomatidae.